# Vescelia picta
Vescelia picta är en insektsart som först beskrevs av Lucien Chopard 1932.  Vescelia picta ingår i släktet Vescelia och familjen syrsor. Inga underarter finns listade i Catalogue of Life.